# Boualem Sansal

Boualem Sansal (Theniet El Had, Tissemsilt, 15 de octubre de 1949) es un escritor Francés y argelino en lengua francesa, cuya obra de denuncia y en favor de la democracia le ha costado vivir amenazado por ciertos sectores del islamismo.

## Biografía
Su padre murió en un accidente automovilístico cuando Sansal tenía un año de edad. Estudió ingeniería de telecomunicaciones en la Escuela Nacional Politécnica de Argelia y en la École Nationale Supérieure des Télécommunications de París y se doctoró en Economía. Ha sido profesor, consultor, ejecutivo de empresa y alto funcionario en el Ministerio de Industria de Argelia: fue despedido en 2003 por sus críticas hacia la arabizacion e islamizacion de la enseñanza.
Escritor tardío, su primera novela, Le serment des barbares (El juramento de los bárbaros), apareció en 1999 y cosechó de inmediato el éxito de la crítica: Le Nouvel Observateur la calificó de obra maestra y recibió los premios a la ópera prima (Prix du premier roman) y Trópicos (Prix Tropiques). Jorge Semprún trabajó en un guion para adaptar la novela que Costa-Gavras quería llevar al cine, proyecto que finalmente no se realizó.
Su libro Poste restante, una carta abierta a sus compatriotas, fue censurado en Argelia. Este panfleto le valió ser amenazado e insultado, pero decidió permanecer en Argelia, donde vive con su mujer en la ciudad de Boumerdès, a 45 kilómetros al este de Argel, la capital. Pero no solo él ha sufrido las consecuencias de criticar la islamización del país: su esposa está imposibilitada de ejercer su profesión de maestra y «su hermano, que tenía una pequeña industria, debió cerrarla por constantes y fantasiosas inspecciones fiscales». Otro ensayo suyo, Petit éloge de la mémoire, es un relato épico de la epopeya bereber. 
La novela de más éxito que ha escrito es La aldea del alemán (Le village de l'allemand, 2008), que recibió varios premios y que también fue censurada en Argelia. En 2011 publicó Rue Darwin, la más personal de sus novelas, en la que todos sus personajes han existido en la vida real.
Ha escrito asimismo dos libros técnicos y varias nouvelles. Algunas de sus obras han sido traducidas a otros idiomas, particularmente al alemán, catalán, español e inglés. 
Sansal es muy crítico con el régimen argelino y califica al país de «prisión a cielo abierto». Dice: «De Ben Bella a Bouteflika es el mismo discurso de odio, enseñado en nuestras escuelas y mezquitas, retransmitido y amplificado por la televisión y las oficinas de propaganda». Y continúa: «Vivimos bajo un régimen nacional-islamista y en un medio marcado por el terrorismo; vemos bien que la frontera entre islamismo y nazismo es delgada. Argelia es vista por sus mismos hijos como una "prisión a cielo abierto", al decir de unos, y como un "campo de concentración" al decir de otros que mueren poco a poco en las ciudades. No solo se sienten prisioneros de muros y de fronteras herméticas, sino también de un orden tenebroso y violento en el que ni siquiera hay lugar para los sueños. Nuestros jóvenes solo piensan en lanzarse al mar para llegar a tierras clementes. Tienen una consigna que repiten a lo largo de la jornada mirando al mar: "Mejor morir en cualquier otra parte que vivir aquí"».
El 27 de marzo de 2025, Sansal fue condenado a cinco años de prisión y a una multa de 500.000 dinares (unos 3.730 dólares estadounidenses).

## Premios
- Premio a la Primera Novela 1999 (Francia) por El juramento de los bárbaros
- Premio Trópicos 1999 (Francia) por El juramento de los bárbaros
- Premio Michel Dard por L‘enfant fou de l‘arbre creux
- Grand Prix RTL-Lire 2008 por La aldea del alemán
- Premio Louis Guilloux 2008 por La aldea del alemán
- Premio de la Paz del Comercio Librero Alemán 2011 (se entrega anualmente durante la Feria del Libro de Fráncfort)
- Grand prix du roman de l'Académie française 2015 por 2084: El fin del mundo

## Obras
- Le serment des barbares, novela, 1999 (El juramento de los bárbaros, Alianza, 2011)
- L‘enfant fou de l‘arbre creux, 2002
- Journal intime et politique. Algérie 40 ans après, 2003
- Dis-moi le paradis, novela, 2003
- Harraga, novela, 2005
- Poste restante: Alger. Lettre de colère et d´espoir à mes compatriotes, panfleto, 2006
- Petit éloge de la mémoire, ensayo, 2007
- Le village de l´allemand ou Le journal des frères Schiller, novela, 2008 (La aldea del alemán, El Aleph, 2008)
- Rue Darwin, novela, 2011
- 2084 : la fin du monde, novela, 2015 - Grand prix du roman de l'Académie française 2015 - ("2084. El fin del mundo", Seix Barral, 2016)
- Lettre d’amitié, de respect et de mise en garde aux peuples et aux nations de la terre (Gallimard, 2021)